# Heinz Zellermayer

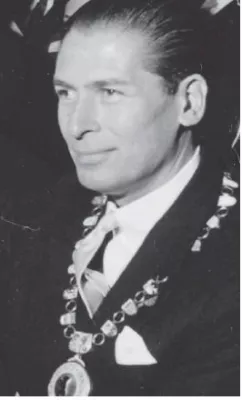
Heinz Zellermayer

Heinz Max Lorenz Zellermayer (* 9. Oktober 1915 in Berlin; † 31. Oktober 2011 in Uznach, Schweiz) war ein deutscher Unternehmer und Politiker. Er tat sich als einflussreicher Hotelier in Berlin hervor und war von 1959 bis 1979 für die CDU im Abgeordnetenhaus von Berlin.

## Leben
Heinz Zellermayer wurde als Sohn von Erna Zellermayer, geborene Heydorn, und des Hoteliers Max Zellermayer geboren. Sein Vater erwarb 1913 das spätere Hotel am Steinplatz in Charlottenburg, einen Jugendstilbau von August Endell, und betrieb es ab 1916 selbst. Heinz Zellermayer erwarb 1935 am Schiller-Realgymnasium in Berlin das Abitur in Berlin, besuchte das Pädagogium Bad Godesberg und absolvierte anschließend eine Ausbildung zum Hotelfachmann. Daraufhin folgte ein Besuch einer Hotelfachschule in Lausanne in der Schweiz. Von 1937 bis 1945 arbeitete er für die Wehrmacht. Während des Zweiten Weltkriegs war er Manager verschiedener Lokale. So arbeitete er in England und für das Horcher in Berlin und für Maxime und dem Bagatelle, beide in Paris. Im Jahr 1945 eröffnete er sein erstes eigenes Restaurant unter dem Namen Zellermayer´s und begann auch mit der Leitung des von ihm ererbten Hotel Steinplatz seines Vaters. Ebenfalls 1945 gründete er die Gaststätten Innung Berlin, deren Leiter (ab 1951 Obermeister) er bis 1990 war. Vier Jahre später war er Mitgründer ds Deutschen Hotel- und Gaststättenverband (DEHOGA), dem er fortan als Vorstandsmitglied angehörte. Später war unter anderem auch Mitglied im Vorstand des Internationalen Hotelier-Verband. Bekanntheit erlangte er 1949 auch, als er den Kommandanten des amerikanischen Sektors Frank Howley überredete, für Berlin die Sperrstunde abzuschaffen.

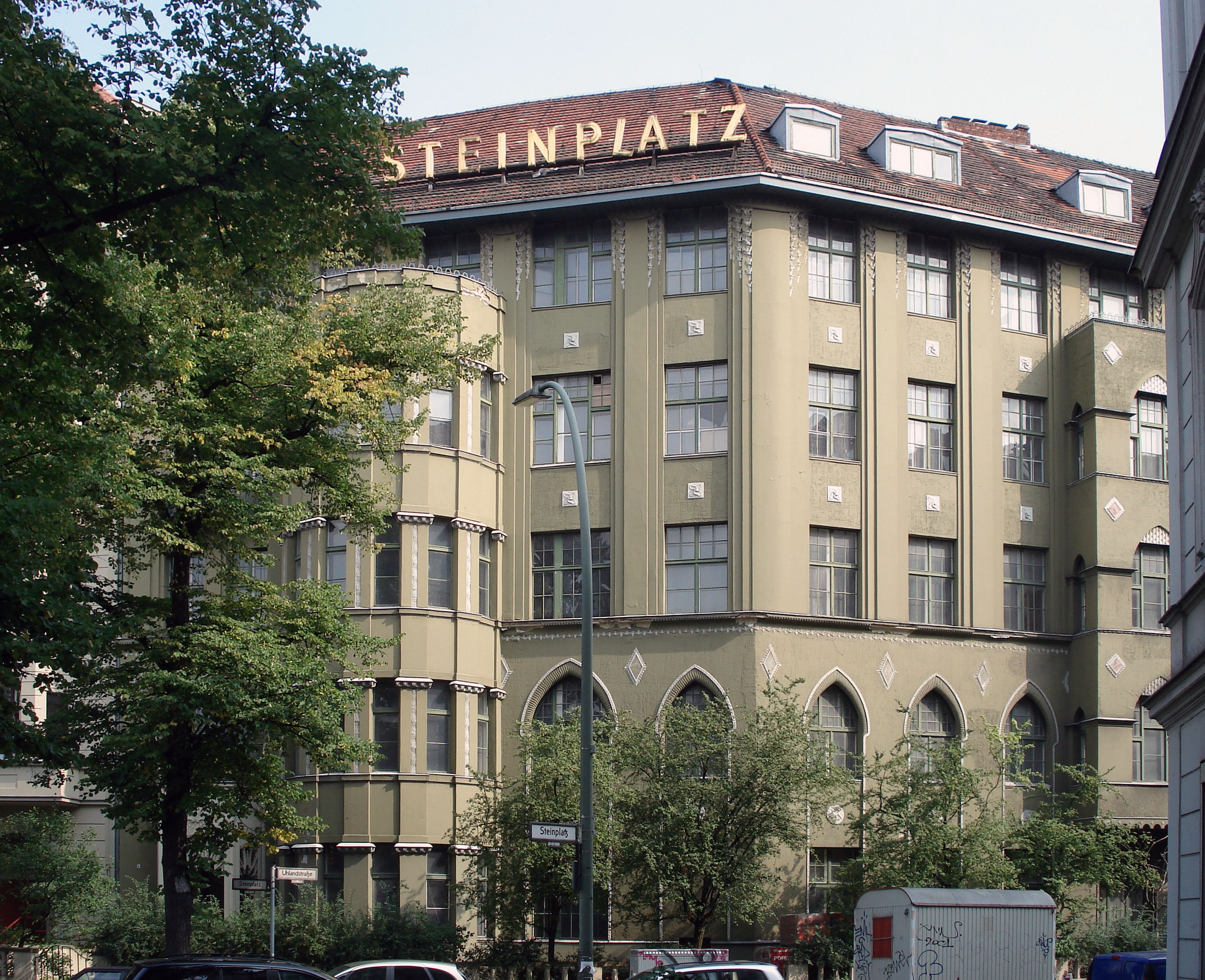
Hotel am Steinplatz

Zellermayer eröffnete in den 1950er Jahren mehrere Restaurants und Hotels in Berlin. Im Jahr 1952 wurde so das Schultheiss Bräuhaus am Kurfürstendamm eröffnet, fünf Jahre später folgte das Parkhotel Zellermayer. Außerdem war er später auch Mitbetreiber des Restaurants im Berliner Funkturm. Eine Ehrung wurde ihm 1953 zuteil, als er mit dem Bundesverdienstkreuz am Bande ausgezeichnet wurde. Im Jahr 1958 wurde er erstmals für die CDU ins Abgeordnetenhaus von Berlin gewählt, dem er für über 20 Jahre, bis 1979 angehörte. Eine weitere Ehrung erhielt er 1968, als ihm das Verdienstkreuz Erster Klasse verliehen wurde. 1969 erhielt er das Sportabzeichen und 1973 die Brillat Savarin Plakette. Im Jahr 1985 wurde ihm schließlich das Große Bundesverdienstkreuz verliehen. In den 1980er Jahren war er in Berlin vor allem als Hotelier des Parkhotel Zellermayer tätig. Nachdem er 1990 nicht mehr als Leiter der Hotel- und Gaststätten-Innung Berlin zur Verfügung stand, wurde er zum Ehrenobermeister auf Lebenszeit ernannt. Im gleichen Jahr erschien auch seine Autobiografie Alles zu meiner Zeit.
Im Jahr 2008 zog Zellermayer aus gesundheitlichen Gründen von Berlin in die Schweiz, wo er 2011 starb. Zellermayer war evangelisch und viermal verheiratet. Die letzte Ehe mit Anne Zellermayer blieb kinderlos. Er hinterließ seine drei Töchter. Nicole und Franziska Zellermayer, aus der zweiten Ehe mit Simone Zellermayer, sowie Tanja Maxi Zellermayer, aus der dritten Ehe mit der Galeristin Carsta Zellermayer. In erster Ehe war er mit der Schauspielerin Winnie Markus verheiratet, deren gemeinsamer Sohn, Alexander Zellermayer, 1982 bei einem Autounfall starb.

## Schriften
- Heinz M. Zellermayer: Alles zu meiner Zeit. Tagebuch-Erinnerungen. Ein reiches Leben. Politik, Gastlichkeit und Kunst. Arne, Hochheim 1990, ISBN 3-920039-14-9.
- Ilse Eliza Zellermayer[1] mit Heinz Zellermayer: Prinzessinnensuite. Mein Jahrhundert im Hotel. Aufbau, Berlin 2010, ISBN 978-3-351-02720-9.